# 고든 밀른
고든 밀른(1937년 3월 29일 ~ )는 잉글랜드의 은퇴한 축구 선수이다.

## 국가대표 경력
그는 1963년 잉글랜드대표팀에 데뷔했다. 그는 국제 A매치 13경기에 출전했다.

## 통계
| 잉글랜드 | 잉글랜드 | 잉글랜드 |
| 연도     | 출전     | 골       |
| -------- | -------- | -------- |
| 1963     | 5        | 0        |
| 1964     | 8        | 0        |
| 합계     | 13       | 0        |